# استفتاء استقلال إسكتلندا 2014
الاستفتاء العام لاستقلال اسكتلندا عام 2014 هو الاستفتاء الشعبي الذي أجرته الحكومة الاسكتلندية يوم الخميس 18 أيلول / سبتمبر 2014 والذي رفض فيه الناخبين استقلال اسكتلندا عن المملكة المتحدة بنسبة 55.42% مقابل نسبة 44.58 % كانت تؤيد الاستقلال. وبعد إعلان النتيجة اعترفت نائب زعيم الحزب الوطني الإسكتلندي المؤيد للاستقلال نيكولا ستورجين بالهزيمة، حيث قالت ستورجين في تصريحات صحافية إنها تشعر بخيبة أمل بعد عجز الحملة المؤيدة للاستقلال عن تأمين العدد الكافي من الأصوات المؤيدة.
تم إجراء هذا الاستفتاء وفق الإتفاقية التي وقعتها كل من الحكومة الإسكتلندية والحكومة المركزية بتاريخ 15 تشرين الأول / أكتوبر 2012 وكان نص السؤال في الإستفتاء «هل ينبغي أن تكون اسكتلندا دولة مستقلة؟»
يشار بالذكر أن تاريخ هذا الاتحاد يعود إلى 1 أيار / مايو 1707 حيث انضمت مملكة اسكتلندا إلى إنجلترا لتتشكل المملكة المتحدة .